# Oskars Grava
Oskars Grava (* 7. Oktober 2001) ist ein lettischer Leichtathlet, der sich auf den Sprint spezialisiert hat.

## Sportliche Laufbahn
Erste internationale Erfahrungen sammelte Oskars Grava im Jahr 2018, als er bei den U18-Europameisterschaften in Győr mit 22,61 s in der ersten Runde im 200-Meter-Lauf ausschied. 2021 belegte er bei den U23-Europameisterschaften in Tallinn in 40,18 s den sechsten Platz mit der lettischen 4-mal-100-Meter-Staffel. 2023 wurde er bei der 2. Liga der Team-Europameisterschaft im Rahmen der Europaspiele in Chorzów in 10,63 s den dritten Platz im B-Finale im 100-Meter-Lauf und gelangte mit 20,87 s auf Rang drei über 200 Meter. Zudem wurde er mit der 4-mal-100-Meter-Staffel in 39,87 s Zweiter im B-Lauf. Anschließend kam er bei den U23-Europameisterschaften in Espoo mit 21,28 s nicht über den Vorlauf über 200 Meter hinaus. Im Jahr darauf schied er bei den Europameisterschaften in Rom mit 20,79 s im Halbfinale über 200 Meter aus.
In den Jahren 2022 und 2023 wurde Grava lettischer Meister im 200-Meter-Lauf sowie 2023 auch über 100 Meter und in der 4-mal-100-Meter-Staffel. Zudem wurde er 2024 Hallenmeister über 200 Meter.

## Persönliche Bestleistungen
- 100 Meter: 10,38 s (+0,5 m/s), 29. Juli 2023 in Valmiera
  - 60 Meter (Halle): 6,86 s, 13. Januar 2024 in Valmiera
- 200 Meter: 20,78 s (+1,0 m/s), 9. Juni 2024 in Rom
  - 200 Meter (Halle): 21,19 s, 18. Februar 2024 in Valmiera (lettischer Rekord)